# بتل‌شیپ کلاس سنچریون
بتل‌شیپ کلاس سنچریون (به انگلیسی: Centurion-class battleship) یک کلاس از کشتی (جنگی) متعلق به نیروی دریایی پادشاهی بریتانیا است که طول آن ۳۶۰ فوت (۱۰۹٫۷ متر) می‌باشد.